# Жемська міська адміністрація
Же́мська міська адміністрація (каз. Жем қаласы әкімдігі, рос. Жемская городская администрация) — адміністративна одиниця у складі Мугалжарського району Актюбінської області Казахстану. Адміністративний центр та єдиний населений пункт — місто Жем.
Населення — 1355 осіб (2021; 1936 у 2009, 1142 у 1999).